# Kanigoro (Kanigoro)
Kanigoro is een bestuurslaag in het regentschap Blitar van de provincie Oost-Java, Indonesië. Kanigoro telt 5424 inwoners (volkstelling 2010).